# Coupe du monde d'escalade de 1992
Navigation
3e édition 5e édition
La Coupe du monde d'escalade de 1992 consiste en une série de six compétitions d'escalade de difficulté. Elle se déroule entre le 1er mai et le 11 décembre 1992, en faisant étape dans six pays différents, et sur deux continents.

## Présentation
La quatrième édition de la Coupe du monde d'escalade est organisée par la Commission escalade de compétition de l'Union internationale des associations d'alpinisme (UIAA). Cette compétition qui s'étale sur plusieurs mois comprend cinq étapes européennes et une étape asiatique. La première étape a lieu au printemps et les cinq autres en automne.
Pour le classement général, les points des cinq meilleures manches sont cumulés, sur les six résultats possibles.

## Classement général
| Catégories | Or                   | Or         | Argent             | Argent     | Bronze                | Bronze     |
| ---------- | -------------------- | ---------- | ------------------ | ---------- | --------------------- | ---------- |
| Difficulté | François Legrand (3) | 381 points | Luca Zardini       | 292 points | Jean-Baptiste Tribout | 265 points |
| Difficulté | Robyn Erbesfield     | 440 points | Isabelle Patissier | 400 points | Lynn Hill             | 375 points |

## Étapes
La coupe du monde d'escalade 1992 s'est déroulée du 1er mai au 11 décembre 1992, repartie en six étapes comprenant une discipline.
| Dates            | Lieu            | Difficulté | Bloc     | Vitesse  |
| ---------------- | --------------- | ---------- | -------- | -------- |
| 1er mai 1992     | Zurich          | X          | -        | -        |
| 8 octobre 1992   | Kobe            | X          | -        | -        |
| 30 octobre 1992  | Nuremberg       | X          | -        | -        |
| 14 novembre 1992 | Sankt Pölten    | X          | -        | -        |
| 20 novembre 1992 | Laval (Mayenne) | X          | -        | -        |
| 11 décembre 1992 | Birmingham      | X          | -        | -        |
| Total : 6 étapes |                 | 6 étapes   | 0 étapes | 0 étapes |

## Podiums des étapes

### Difficulté

#### Hommes
| Étapes      | Lieu                     | Or                    | Argent          | Bronze                     |
| ----------- | ------------------------ | --------------------- | --------------- | -------------------------- |
| 1er mai     | Zurich (Suisse)          | François Legrand (6)  | Severino Scassa | Yuji Hirayama              |
| 8 octobre   | Kobe (Japon)             | François Legrand (7)  | Jim Karn        | Patxi Arocena              |
| 30 octobre  | Nuremberg (Allemagne)    | Guido Köstermeyer     | Stefan Glowacz  | Jean-Baptiste Tribout      |
| 14 novembre | Sankt Pölten (Autriche)  | François Legrand (8)  | Pavel Samoiline | Luca Zardini               |
| 20 novembre | Laval (France)           | Christoph Finkel      | Luca Zardini    | Elie Chevieux              |
| 11 décembre | Birmingham (Royaume-Uni) | Jean-Baptiste Tribout | François Petit  | Elie Chevieux Luca Zardini |

#### Femmes
| Étapes      | Lieu                     | Or                     | Argent                              | Bronze             |
| ----------- | ------------------------ | ---------------------- | ----------------------------------- | ------------------ |
| 1er mai     | Zurich (Suisse)          | Robyn Erbesfield (4)   | Isabelle Patissier                  | Lynn Hill          |
| 8 octobre   | Kobe (Japon)             | Isabelle Patissier (7) | Robyn Erbesfield Lynn Hill          | -                  |
| 30 octobre  | Nuremberg (Allemagne)    | Robyn Erbesfield (5)   | Lynn Hill                           | Isabelle Patissier |
| 14 novembre | Sankt Pölten (Autriche)  | Susi Good (2)          | Robyn Erbesfield                    | Isabelle Patissier |
| 20 novembre | Laval (France)           | Susi Good (3)          | Robyn Erbesfield Isabelle Patissier | -                  |
| 11 décembre | Birmingham (Royaume-Uni) | Lynn Hill (4)          | Isabelle Patissier                  | Susi Good          |